# 2005년 태풍
2005년에는 1월 13일에 제1호 태풍 꿀랍이 발생한 것을 시작으로, 연말까지 총 23개의 태풍이 발생하였다. 평균적으로 1년 동안 태풍 발생 개수가 26.7개인 것과 비교하면 낮은 수치이다.

## 통계
이 문서에서는 2005년에 발생한 태풍들의 활동에 대해 기록하였다.
2005년에는 1월 13일에 제1호 태풍 꿀랍이 발생한 것을 시작으로, 연말까지 총 23개의 태풍이 발생하였다. 평균적으로 1년 동안 태풍 발생 개수가 26.7개인 것과 비교하면 낮은 수치이다.

### 월별 태풍 발생 개수
2005년 기록과 30년 평균 기록의 비교
| -                              | 1월       | 2월       | 3월       | 4월       | 5월       | 6월       | 7월       | 8월        | 9월        | 10월       | 11월       | 12월       |
| ------------------------------ | --------- | --------- | --------- | --------- | --------- | --------- | --------- | ---------- | ---------- | ---------- | ---------- | ---------- |
| 2005년 (누적)                  | 1 (0)     | 0 (1)     | 1 (2)     | 1 (3)     | 1 (4)     | 0 (4)     | 5 (9)     | 6 (15)     | 5 (20)     | 2 (22)     | 2 (24)     | 0 (24)     |
| 30년 평균 1971년~2000년 (누적) | 0.5 (0.5) | 0.1 (0.6) | 0.4 (1.0) | 0.8 (1.8) | 1.0 (2.8) | 1.7 (4.5) | 4.0 (8.5) | 5.5 (14.0) | 5.0 (19.0) | 3.9 (22.9) | 2.5 (25.4) | 1.3 (26.7) |

2005년에는 8월에 태풍이 가장 많이 발생하였고 3개의 태풍이 한반도에 영향을 주었다.

## 활동한 태풍

### 제14호 태풍 나비(제명)
이 태풍은 일본에 큰 피해를 입혀서 독수리(DOKSURI)로 바뀌었다.

### 제19호 태풍 룽왕(제명)
룽왕(Longwang)은 중국에서 제출한 태풍의 이름으로, 용왕(龍王)이라는 뜻이다. 2000년에는 롱방으로 쓰였지만 국립국어원에 의해 룽왕으로 정정되었다. 2005년 제명되어 하이쿠이로 대체되었다.